# Бусю
Бусю (на френски: Boussu) е селище в Югозападна Белгия, окръг Монс на провинция Ено. Населението му е около 20 100 души (2006).